# Международная полицейская ассоциация
Международная полицейская ассоциация (англ. International Police Association) − международная неправительственная организация полицейских.

## История

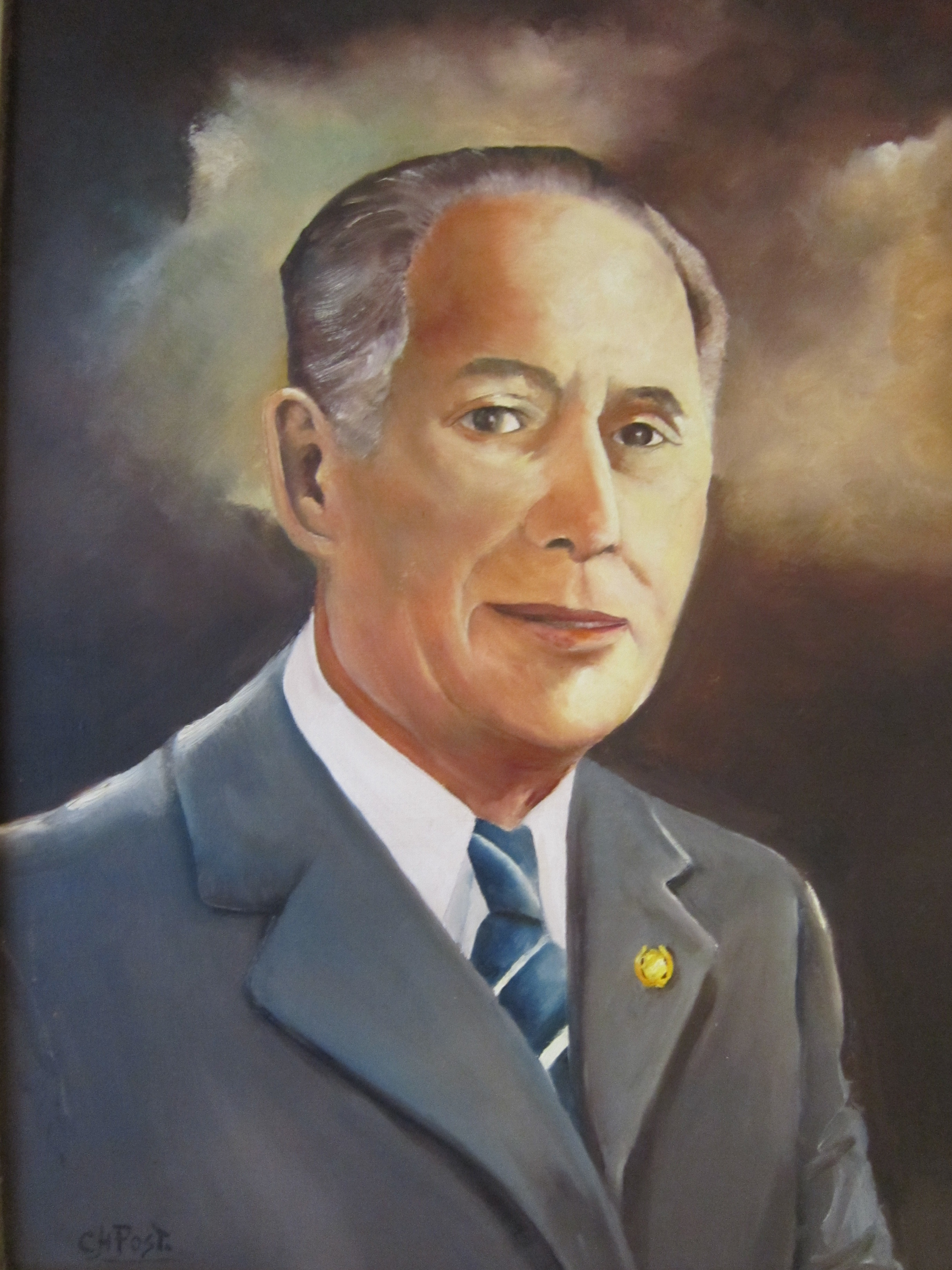
Артур Троуп, основатель организации

Ассоциация создана 1 января 1950 года в Великобритании. В мае этого же года были утверждены её эмблема и девиз на языке эсперанто «Servo Per Amikeco» («Служба через дружбу» произносится: "Сэрво пэр амикецо"). Первыми членами стали 100 полицейских Великобритании, а спустя несколько лет в МПА вступили более 500 британских полицейских.
Международная полицейская ассоциация возникла по инициативе сержанта британской полиции Артура Троупа, который после второй мировой войны начал вести переписку со своими коллегами из Дании, Норвегии, Швеции, Финляндии с целью обмена профессиональным опытом. Таким образом, он установил корреспондентскую связь с полицейскими ряда стран. 12 августа 1949 года в журнале «Полицейский обзор» А. Троуп опубликовал статью «Международная полицейская дружба», а 1 января 1950 года в Великобритании было объявлено о создании Британской секции МПА. Эта дата считается официальным днем создания МПА.
С 1969 года местом проведения ежегодных конференций и встреч Международной полицейской ассоциации служит замок Гимборн в Германии.
Международная полицейская ассоциация (МПА) самая большая международная общественная организация полицейских и гражданских служащих полиции (милиции), состоящая из более чем 380 тысяч членов из 65 стран мира.
Это профессиональная организация, объединяющая полицейских, независимо от должности, места службы, языка общения, расовой принадлежности, исповедуемой религии, идеологических воззрений. Она независима от политических и профсоюзных органов, не входит ни в какие другие группы и объединения и открыта для полиции любого государства, не препятствующего неограниченным контактам своей полиции с полицейскими формированиями других государств и свободному обмену профессиональным опытом
С 25 июля 1977 года имеет статус консультативное представительство в Совете Европы, с 26 июля 1995 года - внесена в перечень международных неправительственных организаций Организацией Объединённых Наций.

## Современное состояние
На 1 июня 2016 года ассоциация насчитывает 380 тысяч полицейских и пенсионеров полиции из 65 стран мира.
Мартин Хоффманн, (Австрия)
Президент Международной полицейской ассоциации с октября 2023 года

## Организационная структура
Административный центр IPA (International Administration Centre) находится в городе Ноттингем (Великобритания).
Представительства IPA открыты в нескольких странах мира
В 1953 году — в Бельгии.
В 1990 году — в Польше.
В 1992 году -   в России.

### Российская Федерация
Представительство IPA в Российской Федерации было создано 28 марта 1992 года под именем «Российская секция Международной полицейской ассоциации» сотрудниками милиции девяти областей РФ. В 2007 году преемником Российской секции МПА стала Всероссийская полицейская ассоциация. По состоянию на 1 января 2012 года ВПА МПА имеет региональные отделения в 65 субъектах РФ и насчитывает более 10 тысяч членов.
Руководящим органом ВПА МПА является Центральный Исполнительный Комитет (ЦИК), избираемый сроком на четыре года на Конгрессах ассоциации.
Президентом ВПА МПА является генерал-лейтенант милиции Жданов Юрий Николаевич. Председателем Попечительского совета ВПА МПА является Васильев, Владимир Абдуалиевич. Заместителем председателя Попечительского комитета является Степашин, Сергей Вадимович.
ОСНОВНЫЕ ВИДЫ ДЕЯТЕЛЬНОСТИ АССОЦИАЦИИ:
- организация личных контактов между членами МПА, сотрудниками правоохранительных органов России и зарубежных стран в форме взаимных визитов в группах и отдельных лиц, проведение совместных праздников, торжеств, отпусков и т.п.;
- организация международных молодежных встреч для детей членов МПА;
- правовое просвещение и профессиональная ориентация граждан;
- содействие повышению авторитета сотрудников правоохранительных органов;
- оказание адресной материальной помощи членам МПА и их семьям, сотрудникам правоохранительных органов, уволенным в запас, утратившим трудоспособность при исполнении служебных обязанностей, членам семей погибших сотрудников;
- организация и проведение культурно-зрелищных мероприятий, конференций, семинаров, деловых встреч;
- создание творческих коллективов, экспертных комиссий, в т. ч. с привлечением иностранных специалистов;
- разработка, издание и распространение литературы, учебно-методических пособий на правовую тематику, по проблемам безопасности личности и др. отраслям знаний;
- проведение мероприятий по привлечению российских и иностранных инвесторов для реализации программ МПА;
- создание центров досуга, развлекательных, спортивно-оздоровительных и лечебных комплексов;
- создание и обеспечение деятельности музея МПА;
- юридическое и информационное обслуживание граждан и организаций[2].

Юрий Жданов, Президент Всероссийской полицейской ассоциации МПА.

### «SERVO PER АМIКЕСО»
«Служение во имя дружбы» или «Служба через дружбу»
1. ↑  Эсперанто
2. ↑  ИСТОРИЯ И ДЕЯТЕЛЬНОСТЬ МЕЖДУНАРОДНОЙ ПОЛИЦЕЙСКОЙ АССОЦИАЦИИ. — rusipa47. Дата обращения: 19 июня 2023. Архивировано 19 июня 2023 года.